# 川崎義和
川崎 義和（かわさき よしかず、1982年7月20日 - ）は、地方競馬の金沢競馬場金田一昌厩舎所属の元騎手である。勝負服の柄は白・青鋸歯形、袖青二本輪。和歌山県出身。血液型A型。地方競馬教養センター騎手課程第80期生。

## 来歴・人物
2004年9月29日付けで地方競馬騎手免許を取得し、高崎競馬場金田一昌厩舎からデビュー。同年10月9日第9回高崎競馬1日目第2競走C518組条件戦ウイナーワールドで初騎乗（11頭立て7番人気8着）。同年10月23日第9回高崎競馬4日目第2競走C518組条件戦をヤシロフェアレディで優勝し、初勝利（10頭立て6番人気）。同年12月31日をもって高崎競馬場が廃止されたため65戦5勝の成績で一度引退。
所属の金田一昌調教師が金沢競馬場に移籍したため調教厩務員をしながら騎手免許の再取得をめざし、2007年1月1日付けで騎手免許再取得。同年1月21日から3月16日まで笠松競馬場へ冬期交流競走のため遠征、滞在し、同年1月23日第18回笠松競馬3日目第5競走サラ系B8組条件戦ダイワラウディーで騎乗を再開した（9頭立て1番人気5着）。同年2月13日第19回笠松競馬3日目第4競走サラ系B10組条件戦をダイワラウディーで優勝（7頭立て2番人気）し、再デビュー後初勝利。同年4月2日第1回金沢競馬2日目第7競走スピカ特別（C41組）をブライティアビスタで優勝（10頭立て1番人気）し、金沢競馬での初勝利をあげたが、2008年1月5日の騎乗を最後に騎手免許の更新をせず再度引退した。現在は、金沢市の不動産会社に勤務している。
地方通算成績は266戦25勝・2着18回・3着24回・勝率9.4%・連対率16.2%